# Acalypha liebmanniana
Acalypha liebmanniana är en törelväxtart som beskrevs av Johannes Müller Argoviensis. Acalypha liebmanniana ingår i släktet akalyfor, och familjen törelväxter. Inga underarter finns listade i Catalogue of Life.